# 比德靈邁爾角
53°1′S 73°32′E / 53.017°S 73.533°E
比德靈邁爾角是南極洲的海岬，位於印度洋南部的赫德島北部，是梅凱尼克灣入口處的東部，由德國探險家埃里希·馮·德里加爾斯基率領的探險隊以隨隊的氣象學家命名。

## 外部連結
Heard Island and McDonald Islands, including all major topographical features （页面存档备份，存于）